# Changgwang Credit Bank
Changgwang Credit Bank (ou en anglais Korea Changgwang Credit Bank, (KCCB)) est une banque nord-coréenne, établie en 1983 et basée à Pyongyang. Cette banque effectue des transactions de financement internationales à Pékin, Copenhague, Francfort, Genève, Hong Kong, Londres, Milan, Rome, Singapour, Stockholm, Tokyo et Vienne. Cette banques a plus de 172 branches. Les présidents de la KCCB sont Sin Ho et Maeng Pok-sik.